# UFC 274
UFC 274: Oliveira vs. Gaethje foi um evento de artes marciais mistas produzido pelo Ultimate Fighting Championship (UFC) que aconteceu no dia 7 de maio de 2022, no Footprint Center em Phoenix, Arizona, Estados Unidos.

## Detalhes
O evento estava agendado para ocorrer no Rio de Janeiro, no Brasil, mas a promoção acabou decidindo mudar o local do evento. Aconteceu em Phoenix, no Arizona Foi o primeiro evento da cidade desde o UFC on ESPN: Ngannou vs. Velasquez em fevereiro de 2019.
Uma luta pelo Cinturão Meio-Pesado do UFC entre o atual campeão Glover Teixeira e o ex-campeão do meio-pesado do Rizin Jiří Procházka era esperado para acontecer no evento. No entanto, a luta foi adiada para o UFC 275 por razões não reveladas.
Uma luta pelo Cinturão Peso Leve do UFC entre o atual campeão Charles Oliveira e o ex-campeão interino Justin Gaethje (também ex -Campeão Peso Leve do WSOF ) encabeçou o evento. Na pesagem, Oliveira pesava 155,5 quilos, meio quilo acima do limite do título. Como resultado, no início da luta, Oliveira foi destituído do título e apenas Gaethje era elegível para ganhá-lo.
A revanche do Cinturão Peso Palha Feminino do UFC entre a atual Rose Namajunas e a ex-campeã (também ex-campeã do peso-palha do Invicta FC) Carla Esparza aconteceu no evento. A dupla se encontrou 7 anos e meio antes no The Ultimate Fighter: A Champion Will Be Crowned Finale para o campeonato inaugural, que Esparza venceu por finalização no terceiro round.
Uma luta dos leves entre Joe Lauzon e o ex-desafiante ao título dos leves Donald Cerrone estava marcada para o UFC on ESPN: Font vs Vera. No entanto, a luta foi removida deste evento. Por sua vez, a luta foi cancelada no dia do evento quando Cerrone sofreu uma intoxicação alimentar.
Amanda Ribas e a ex-campeã peso átomo do Invicta FC Michelle Waterson deveriam se encontrar neste evento. Eles eram originalmente esperados para se encontrarem no UFC 257, mas Waterson desistiu da luta por motivos não revelados. Eles foram então remarcados para o UFC Fight Night: Blaydes vs. Daukaus , mas uma lesão forçou Waterson a sair da dupla mais uma vez. Waterson anunciou no início de março que sua lesão poderia ser "fim de carreira" e não competiria neste evento.
Uma luta leve entre Michael Johnson e Alan Patrick era esperada para o evento. No entanto, a luta foi adiada uma semana para UFC on ESPN: Błachowicz vs. Rakić por razões não reveladas.
Na pesagem, Norma Dumont pesava 146,5 libras, meio quilo acima do limite da categoria do peso-pena feminino. Sua luta ocorreu no peso casado e ela foi multada em 30% de sua bolsa individual, que foi para sua oponente, a vencedora do peso pena feminino do The Ultimate Fighter: Heavy Hitters, Macy Chiasson.
Foi anunciado durante a transmissão do evento que o ex-campeão do meio-pesado e peso-pesado do UFC Daniel Cormier seria introduzido no Hall da Fama do UFC nesse ano.